# 농림축산검역본부 인천공항지역본부
농림축산검역본부 인천공항지역본부(農林畜産檢疫本部 仁川空港地域本部)는 농림축산검역본부의 소속기관이다. 2013년 3월 23일 발족하였으며, 인천광역시 중구 공항로424번길 47에 위치하고 있다. 본부장은 고위공무원단 나등급에 속하는 일반직 또는 연구직공무원으로 보한다.

## 연혁
- 2011년 6월 15일: 농림수산검역검사본부 인천공항검역검사소로 개편.
- 2013년 3월 23일: 농림축산검역본부 인천공항지역본부로 개편.

## 관할구역
- 인천국제공항
- 인천광역시 중구 영종동·운서동·용유동·옹진군 북도면

## 조직

### 본부장
- 운영지원과[1]
- 화물검역과[2]
- 휴대품검역제1과[2]
- 휴대품검역제2과[1]
- 특수검역과[2]
- 시험분석과[3]

## 같이 보기
- 대한민국 농림축산식품부
- 농림축산검역본부